# Guthrie (Kentucky)
Guthrie – miasto w Stanach Zjednoczonych, w stanie Kentucky, w hrabstwie Todd.